# Miren Lore Leanizbarrutia Bizkarralegorra
Miren Lore Leanizbarrutia Bizkarralegorra (Aretxabaleta, 1956) és una política i advocada basca. Llicenciada en Dret, és especialista en Dret Internacional de Comerç i diplomada en Ciències Humanes. Militant del Partit Nacionalista Basc, ha estat regidora de l'ajuntament d'Oiartzun (1991-1995), membre de les Juntes Generals de Guipúscoa, Directora General d'Euskera en la Diputació Foral de Guipúscoa (1999-2003) i senadora per Guipúscoa a les eleccions generals espanyoles de 2008 i 2011.